# 帕妮薩拉·楊
帕妮薩拉·楊（羅馬化：Panisara Yang，2003年6月19日—），小名Emma，汉名楊芷芸，臺泰混血女演員及歌手。

## 早期生活
Emma出生於2003年6月19日，臺泰混血，父親為臺灣人。中學畢業於泰國的那瓦闽拉池纳西珀帝德查中学。

## 演藝經歷
Emma原先與朋友一同擔任模特，在受邀參加試鏡後正式進入娛樂圈，曾參與過走秀、MV以及電視廣告的拍攝。2015年，於《單身公寓2》中擔任配角。2019年，以歌手身分在Cm Cafe旗下女子團體“Honey Toast”中出道，同年宣布畢業。2020年，在泰國第3電視台播出的電視劇《不解之緣》中飾演“Aphakorn”。2023年，首次在泰版《下一站是幸福》中擔綱主役角色，並在劇中與皮拉帕·瓦塔納汕西瑞（Earth）配對。此外，她参演的首部新加坡电视剧《嫁给不同世界的你》于同年播出。

## 影視作品

### 電視劇
| 首播年份 | 戲名                   | 戲名      | 播放平台    | 角色                 | 備註 |
| 首播年份 | 譯名                   | 原文名    | 播放平台    | 角色                 | 備註 |
| 2015年   | 《單身公寓2》          |           | GMM One     |                      | 配角 |
| 2019年   | 《男兒本色三部曲之鑽》 |           | Ch3Thailand | Pim                  | 配角 |
| 2020年   | 《不解之緣》           |           | Ch3Thailand | Aphakorn             | 配角 |
| 2023年   | 《下一站是幸福》       |           | GMM 25      | Paramita （Mint）    | 主演 |
| 2023年   | 《嫁給不同世界的你》   |           | 新傳媒8頻道 | Yadfon Suwan （Fon） | 主演 |
| 2023年   | 《嫁給不同世界的你》   | Astro AEC |             | Yadfon Suwan （Fon） | 主演 |
| 2024年   | 《致我們單純的小美好》 |           | GMM 25      | Khao                 | 配角 |

### 電影
| 上映年份 | 電影名稱          | 電影名稱 | 角色  | 備註 |
| 上映年份 | 譯名              | 原文名   | 角色  | 備註 |
| 2023年   | 《Bad Boyz Band》 |          | Jinny | 主演 |

## 外部連結
- 帕妮薩拉·楊的Instagram帳戶（泰文）